# Spirographis spallanzanii
Spirographis spallanzanii — вид сидячих многощетинковых червей из семейства сабеллид (Sabellidae). Населяет мелководья Средиземного моря и северо-восточного побережья Атлантики (от Марокко до северной Франции). Во второй половине XX века интродуцированы в воды Бразилии и Австралии.

## Внешний вид и образ жизни
Крупные черви размером до 35 см, тело заключено в мягкую трубку, сделанную из слизи и песка, часто видимую по всей длине.
На переднем конце тела расположена пара перистых, покрытых ресничным эпителием пальп. Развёрнутые пальпы достигают от 10 до 15 см в диаметре от устья трубки. С их помощью черви собирают из толщи воды частицы, которые затем используют в пищу или для построения трубки. Также через поверхность пальп осуществляется интенсивный газообмен. Очень чувствительны к вибрации, она полностью втягивается в свои трубки при малейшей тревоге.

## Филателия
- Изображён на марках Новой Каледонии (вместе с Glaucus atlanticus) в 1959 году (номинальная стоимость: 10 F)  (Mi #364-367; Sc #307-310).
- Изображён на марках Монако[3] в 1980 году (номинальная стоимость: 0,05).